# Coordenadas selenográficas

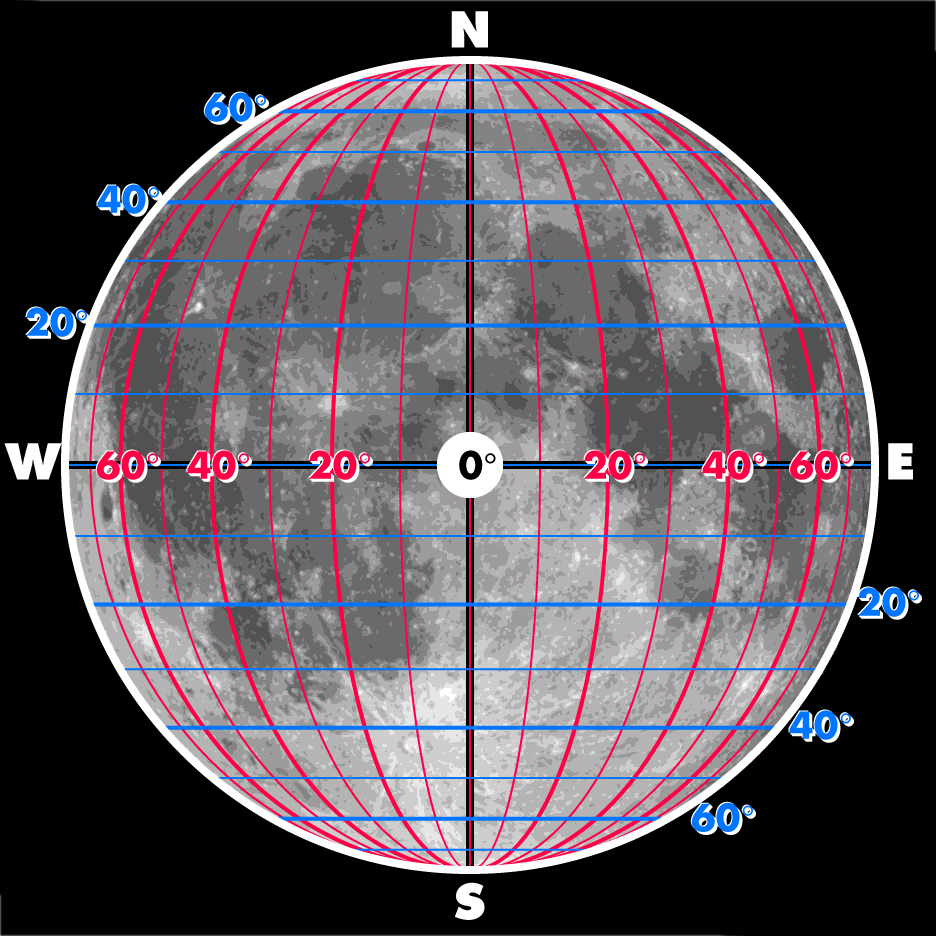
Sistema de Coordenadas Selenográficas

Las Coordenadas selenográficas son usadas para hacer referencia a posiciones en la superficie de la luna terráquea. Cualquier posición en la superficie lunar puede ser definida con dos valores numéricos, que son comparables con la latitud y longitud que se usan para definir puntos en la superficie terrestre. Ambos sistemas de coordenadas se miden en grados sexagesimales.

## Definición

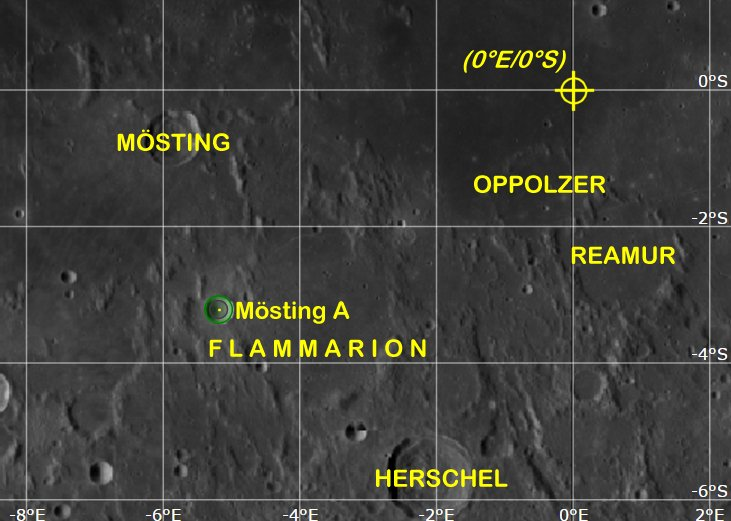
Cráter Möstig A, referencia del origen de coordenadas selenográficas (Imagen LROC)

La Latitud selenográfica da la posición de un punto al norte o sur del ecuador lunar. La definición de norte y sur lunares fue hecha de modo que el eje de rotación lunar se alinease con el terrestre. De este modo un observador en el hemisferio norte de la Tierra verá el norte lunar "hacia arriba", y uno situado en el hemisferio sur lo verá "hacia abajo".
La Longitud selenográfica da la posición en el eje este-oeste lunar con respecto al primer meridiano (equivalente lunar del meridiano de Greenwich). El primer meridiano marca teóricamente la longitud de la región de la superficie lunar que apunta directamente hacia la Tierra (el centro de la cara visible). Sin embargo, debido al movimiento de libración, la posición de este punto varía durante el ciclo lunar. En consecuencia, se ha definido una localización fundamental de referencia fácilmente localizable en las cercanías del punto origen de coordenadas, en concreto el centro del cráter satélite 'Mösting A'. Sus coordenadas, sin embargo no son el doble cero, sino:
| Latitud:  | 3° 12' 43.2" N |
| Longitud: | 5° 12' 39.6" E |
El sistema de coordenadas selenográficas actual se ha fijado con exactitud mediante la toma de mediciones de precisión en los trabajos del Lunar Laser Ranging Experiment, que se valieron de los espejos reflectores situados por distintas misiones espaciales sobre la superficie lunar. 
Originalmente la definición de este y oeste lunares era tal que se alineaban con el este y el oeste de un observador situado en la Tierra, según la llamada convención astronómica. Luego, en 1961, la Unión Astronómica Internacional definió que las posiciones del este y oeste lunares para que fueran similares a las terrestres para un observador situado en la superficie lunar (o sea, que al mirar de frente hacia el norte, tuviera el este lunar hacia su derecha). Al adoptar esta llamada convención del astronauta, el este y oeste lunares intercambiaron posiciones. Es por esto que el Mare Orientale (Mar Oriental) se encuentra en el borde occidental de la cara visible de la Luna.
Cualquier punto situado más allá de 90° Este o de 90° Oeste en principio no es visible desde la Tierra, salvo por el efecto de la libración, fenómeno que permite que el 59% de la Luna sea visible.

## Colongitud selenográfica

Movimiento de libración lunar, además del paso de los terminadores matutino y del anochecer.

La colongitud selenográfica es la longitud del terminador lunar matutino en el punto en el que atraviesa el ecuador lunar, medido en grados sexagesimales hacia el oeste desde el primer meridiano. El terminador matutino es el semicírculo sobre la superficie lunar en el cual el Sol está comenzando a asomarse. 
El amanecer lunar alcanza el primer meridiano cuando la fase lunar es Media Luna, lo que marca la colongitud de 0°. Luego, cuando se llega a Luna llena, la colongitud ha avanzado hasta 90°. Al llegar a Luna Nueva la colongitud llega a 270° (aunque esta fase es prácticamente invisible desde la Tierra, excepto durante un eclipse lunar).
El bajo ángulo de incidencia tiende a resaltar las irregularidades del terreno, por lo que la zona del terminador matutino es usualmente la más favorable para observar o fotografiar características lunares. El astrónomo necesitará conocer la posición de los objetos que desee observar, haciendo útil la colongitud.
La longitud selenográfica del terminador del anochecer es igual la colongitud más 180°.

### Colongitud de los cráteres lunares
La colongitud es un dato astronómico-selenográfico auxiliar, cuya principal función es permitir determinar con facilidad el momento en el que se produce el paso del terminador lunar sobre un cráter determinado (o sobre cualquier punto dado de la superficie de la Luna). Cuando se van a observar o fotografiar accidentes geográficos lunares, esta circunstancia permite aprovechar el efecto del ángulo rasante de la luz solar que magnifica la sensación de relieve percibida (debido a que se refuerzan de forma muy notable las sombras arrojadas).
Para ello, basta con localizar en unas tablas de efemérides astronómicas de la posición del terminador lunar (disponibles mediante almanaques impresos, o más usualmente con programas de ordenador) la fecha y la hora en la que su posición coincida con la colongitud del elemento que se desee observar.
Es importante recordar que la colongitud del terminador, debido a la rotación propia de la luna, se modifica de forma permanente, describiendo una vuelta completa a la luna (360°) cada 29,53 días terrestres (con un desplazamiento sobre la superficie lunar ecuatorial de 15,4 km/h).
Cálculo
Para la determinación de la Colongitud [C] de un elemento de la superficie lunar a partir de sus coordenadas selenográficas, se utiliza el criterio siguiente:
- Longitudes Selenográficas Oeste (West) [L] (Intervalo 0°//-180°):

- [C] = valor absoluto de [L] + K

- Longitudes Selenográficas Este (East) [L] (Intervalo 0°//180°):

- [C] = 360 - [L] + K

siendo K,, un pequeño valor de ajuste angular en función de la Latitud Selenográfica de cada punto, motivado porque el terminador no pasa por los polos de la Luna debido a los 5,1454° de inclinación de su eje de rotación respecto a la eclíptica. Cuanto más cerca se halle un punto del ecuador lunar, menor será el valor de K,, (que refleja la desviación angular entre longitud y colongitud).
De esta forma, se hace innecesario distinguir entre este y oeste, asimilándose la colongitud a un intervalo continuo entre 0º y 360°, evitándose además de esta manera el uso de valores negativos.
Ejemplos
Es habitual que en los listados y fichas de información sobre cráteres lunares, aparezcan diversos datos, como sus coordenadas selenográficas, su diámetro, su profundidad, su epónimo... incluyendo su Colongitud (ver ejemplo a la derecha con la ficha del  cráter Alphonsus).
Cuando se desea conocer el mejor momento para observar un cráter determinado (aprovechando el efecto de la proximidad del terminador lunar), como ya se ha señalado, basta con localizar su colongitud en un almanaque de efemérides lunares.
En los dos ejemplos de cráteres siguientes se analiza la relación entre sus coordenadas selenográficas y su colongitud:
- Cráter Alphonsus: 13°24′S 2°48′O / -13.4, -2.8

Se tiene que al estar situado en el hemisferio Oeste de la luna (longitud=2.8° Oeste), su colongitud presenta un valor de 4°, con una diferencia entre ambos datos de alrededor de tan solo un grado, motivada por su distancia al ecuador lunar relativamente pequeña (latitud=13.4° Sur).
- Cráter D'Alembert: 50°48′N 163°54′E / 50.8, 163.9

Se tiene que al estar situado en el hemisferio Este de la luna (longitud=163.9° Este), su colongitud presenta un valor de 201° (si bien su valor teórico debería ser de: 360°-longitud=360°-163.9°=196.1°), con una diferencia entre ambos datos de casi cinco grados (201°-196.1°=4.9°), motivada por su considerable distancia al ecuador lunar (latitud=50.48° Norte).

## Cuadrángulos lunares

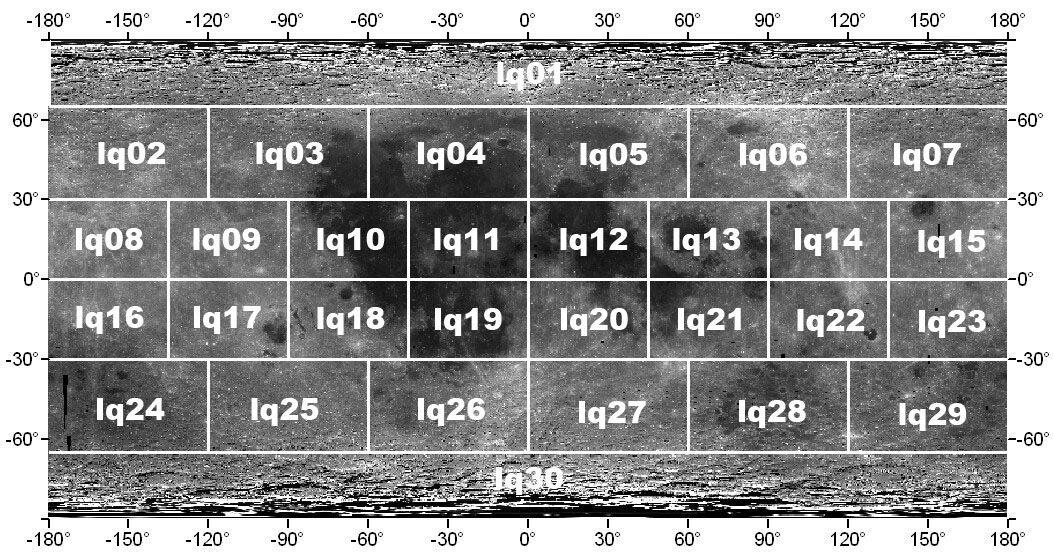
Distribución de los cuadrángulos lunares.

La luna ha sido dividida por el Servicio Geológico de Estados Unidos en 30 cuadrángulos para su cartografiado a escala  1 : 2.500.000, que son llamados LQ (Lunar Quadrangle, cuadrángulo lunar por sus siglas en inglés) más un número que va desde 01 hasta 30.
LQ01 cubre el polo norte y hasta 65º de latitud norte. Luego LQ02 hasta LQ07 cubren la banda desde 65°N hasta 30°N, comenzando desde los 180°E, y cubriendo cada uno 60° de longitud. A continuación, LQ08 hasta LQ30 cubren la banda que va desde los 30°N hasta el ecuador lunar, y cada uno tiene 45° de longitud de ancho, comenzando en los 180°E. El esquema se repite mientras se avanza hacia el polo sur, pero invertido.
Desde 2004 la NASA ha iniciado un programa de cartografiado detallado de los cuadrángulos, utilizando recursos digitales, comenzando por LQ11, bautizado como Copérnico.